# Мархачево (Ярославская область)
Мархачево — деревня в Глебовском сельском округе Глебовского сельского поселения Рыбинского района Ярославской области .
Мархачево — ближайшая к центру сельского поселения Глебово деревня, на автомобильной дороге из Рыбинска, которая образует основную улицу деревни. Расположена между деревней Подорожная и Глебово. Просёлочные дороги в южном и северном направлении от Мархачёва ведут к двух деревням, имеющим одинаковое название Ковыкино, их отличают по расстоянию от Глебово: севернее лежит Ковыкино (5 км), а южнее — Ковыкино (6 км) . 
Деревня Мархачева указана на плане Генерального межевания Рыбинского уезда 1792 года.
На 1 января 2007 года в деревне числилось 18 постоянных жителей . Деревню обслуживает почтовое отделение Глебово, по почтовым данным в деревне 48 домов, названий улиц нет .